# Medaglia del Tibet
La Medaglia del Tibet è stata conferita nel febbraio del 1905 a tutti i membri della missione Tibetana e le truppe di accompagnamento che prestarono servizio a Siliguri o al di fuori di Siliguri dal 13 dicembre 1903 al 23 settembre 1904.

## Criteri di aggiudicazione
La medaglia fu assegnata in argento alle truppe combattenti e in bronzo ai seguaci del campo, entrambi idonei per il fermaglio "Gyantse". Furono assegnate circa 3.350 medaglie d'argento, di cui circa 600 al primo battaglione dei Royal Fusiliers, l'unica unità dell'esercito britannico presente, e circa 2.600 ai membri dell'esercito indiano, oltre al personale di supporto. Furono assegnate oltre 2.500 medaglie di bronzo, principalmente a coloro che erano impiegati nel trasporto di rifornimenti su terreni difficili, inclusi i Peshawar Camel Corps e coolie reclutati localmente.

## Descrizione

### Dritto
Il dritto della medaglia, disegnato da G. W. de Saulles, mostra il busto rivolto a sinistra di Edoardo VII in uniforme da feldmaresciallo e la leggenda "EDWARDVS VII KAISAR-I-HIND".

### Rovescio
Il rovescio, disegnato da E. G. Gillick, raffigura il Potala (Palazzo invernale dei Dalai Lama) a Lhasa in cima alla collina rossa con le parole "TIBET 1903-04" sotto.

### Fermagli
Il fermaglio "GYANTSE" fu dato ai presenti nelle operazioni tra il 3 maggio e il 6 luglio 1904 nella o vicino alla fortezza di Gyantse.

### Medaglia
Entrambe le medaglie d'argento e di bronzo sono state emesse con il nome del destinatario sul bordo in caratteri corsivi.

### Nastro
Il nastro largo 32 mm è bordeaux fiancheggiato da strisce bianche strette e verdi più larghe.